# Толстих Олександр Павлович
Олександр Павлович Толстих (14 березня 1928, Зея, Амурська область, РРФСР — 14 червня 1997, Київ, Україна) — радянський і український актор. Заслужений артист УРСР (1979).

## Життєпис
Народився 14 березня 1928 року в місті Зея (Амурська область, РРФСР) в родині робітника.
Закінчив акторський факультет Московського театрального училища ім. М. С. Щепкіна (1955). 
З 1957 р. — актор Київської кіностудії ім. О. П. Довженка.
Був членом Спілки кінематографістів України.

## Фільмографія
Знімався у фільмах: 
- «Народжені бурею» (Федько)
- «НП. Надзвичайна подія» (Доронін)
- «Гори, моя зоре» (1957, Петро)
- «Киянка» (1958, Тарас)
- «Гроза над полями» (Базалій)
- «Катя-Катюша» (Петро)
- «Повернення Вероніки» (1963, Парфен)
- «Космічний сплав» (1964, Сидоркін)
- «Акваланги на дні» (1965)
- «Бур'ян» (1966)
- «Десь є син» (1962, Льошка)
- «Весільні дзвони» (1968, Алі Баба)
- «Ні пуху, ні пера» (1973, Корж)
- «Стара фортеця» (1973)
- «Наталка Полтавка» (1978, сват)
- «Мужність» (1981, Качанов)
- «Очікуючи вантаж на рейді Фучжоу біля пагоди» (1994) та ін.

На кіностудії ім. М. Горького — «Вони були першими» (1956, Федір), «Золотий ешелон» (1959, Крутиков), «Дивні люди» (1969, Уралов), на «Білорусьфільмі» — у стрічці «Довгі версти війни» (1975) та ін.
Грав також в епізодах картин:
- «Йду до вас!..» (1961)
- «Королева бензоколонки» (1962)
- «Щедрий вечір» (1976)
- «У тій царині небес...» (1992) тощо.